# Динамо (футбольний клуб, Харків)
«Дина́мо» — радянський та український футбольний клуб з Харкова.

## Історія
Перші згадки про Харківське пролетарське спортивне товариство «Динамо» містяться у періодичній пресі 1925 року в контексті гандбольної та городкової команд «Динамо». Футбольну команду товариства «Динамо» було заявлено в розіграш першості міста Харкова у класі «Г» влітку 1927 року. Зірок з неба команда в цьому розіграші не хапала, а натомість, завершила першість на 5 місці четвертої за рангом ліги Харкова:
Харьков. Итоги футбольного сезона. ...Класс А первое место и абсолютное первенство Харькова выиграл Рабис, неизменно выходящий победителем в течение ряда лет. Второе и третье места поделили Хар.Паровоз.Завод и Октябрьский район. клуб. ...Класс Г - 1 и 2 Донец и ДРП ...5 - Динамо ...10 - Глухонемые. Класс Д....
Але 1928 року все почало змінюватися. Навесні цього року провідні гравці «Рабису-Штурму» та інші "збірники" Харкова укомплектували «Динамо» для змагань в нижчих лігах Харкова та збірній міста:
«Рабис», бывший ранее грозой для остальных команд, в этом году, с уходом всей первой команды, значительно ослабел. Зато за счёт ядра Рабиса и некоторых других сборников усилилось «Динамо». Имея в своем составе таких выдающихся игроков, как бр. Фомины, Мищенко, Шпаковский, Привалов, Владимирский, Губарев, Норов и Кладько, «Динамо» по чисто формальным основаниям идёт по классу «Д», легко справляясь с своими слабыми противниками.
У тому ж році збірна Харкова, основу якої складали гравці «Динамо», стала чемпіоном УСРР з футболу. Більшість динамівців були і у складі збірної УСРР, яка посіла друге місце в чемпіонаті СРСР 1928 року.
У 1929, 1932 та 1934 роках «Динамо» стало чемпіоном України, у 1931, 1933 — срібним, а у 1935, 1937 — бронзовим призером республіканського чемпіонату.
У 1932 році харківські динамівці святкували також перемогу у першості товариства «Динамо».
Навесні 1936 року «Динамо» стартувало у чемпіонатах СРСР серед команд Класу «Б». Після вильоту восени 1936 та в 1937 році виступав у Класі «В». У 1938 році матчі проходили лише в Класі «А», де виступало 26 команд. У 1939 та 1940 роках клуб виступав у Класі «Б». У 1936—1939 роках виступав у кубку СРСР.
На початку 1940 року рішенням Центральної ради товариства «Динамо» команди «Динамо» були зняті з чемпіонату СРСР. По завершенні Другої світової війни харківське «Динамо» взяло участь (проте безуспішно) у розіграшах Кубку УРСР 1945 та 1946 років, а надалі зникло з футбольної мапи України на довгі роки.

## Відновлення
Футбольний клуб відновлений 1 серпня 2014 року, коли була відкрита дитяча футбольна школа. Діти різного віку, від 4 до 16 років, клубу «Динамо» беруть участь в міжнародних і міських змаганнях.
Виступи в наші дні
Футбольний клуб відновлений 1 серпня 2014 року, коли була відкрита дитяча футбольна школа. Діти різного віку, від 4 до 16 років, клубу «Динамо» беруть участь в міжнародних і міських змаганнях.
- У чемпіонаті міста Харкова 2019 — 1-е місце серед дітей 2005 року народження.
- На товариському турнірі в Болгарії влітку 2019 — 5 місце з 12 серед дітей 2005 року народження.
- З 2019 року беруть участь в Чемпіонаті України ДЮФЛУ U-17 і U-15.

## Досягнення
- Чемпіонат УРСР
  -  Чемпіон (3): 1929, 1932, 1934
  -  Срібний призер (2): 1931, 1933
  -  Бронзовий призер (2): 1935, 1937

- Всеукраїнська першість ПСТ «Динамо» з футболу
  -  Переможець (1): 1932

- Група «Б» чемпіонату СРСР
  - 4-е місце (1): 1940

- Кубок СРСР
  - 1/8 фіналу (1): 1939

Після відродження
- Зимовий кубок Львова
  - 4-е місце (1): 2015

- Чемпіонат Харкова серед дітей 1998 р. н.
  - 6-е місце (1): 2014/15
- Чемпіонат Харкова серед дітей 2004 р.н.
  - 1-е місце командою 2005 р.н.: 2018/2019

## Статистика виступів
| Сезон  | Див. | Міс. | Іг. | В | Н | П | ЗМ | ПМ | О  | Нац. кубок | Примітки |
| ------ | ---- | ---- | --- | - | - | - | -- | -- | -- | ---------- | -------- |
| 1936 в | 2-й  | 8    | 0   | 0 | 0 | 0 | 0  | 0  | 0  |            | Знявся   |
| 1936 о | 3-й  | 7    | 7   | 1 | 3 | 3 | 6  | 14 | 12 | II раунд   |          |
| 1937   | 3-й  | 9    | 9   | 3 | 0 | 6 | 20 | 21 | 15 | III раунд  |          |

## Відомі гравці
- Копейко Сергій Григорович
- Макаров Василь Васильович
- Норов Роман Іванович
- Привалов Іван Васильович
- Фомін Володимир Васильович
- Фомін Костянтин Васильович
- Шпаковський Олександр Вікентійович

## Відомі тренери
- Шпаковський Олександр Вікентійович
- Фомін Володимир Васильович